# 李琰之
李琰之（？—533年），字景珍，小字墨蠡。陇西郡狄道县（今甘肃省定西市临洮县）人，出自陇西李氏武阳房，北魏官员。

## 生平
李琰之少有盛名，经史百家无所不览，称为神童。堂叔李沖嘱望他为本宗的俊英，一直资助他，愛如自己的儿子。弱冠举秀才，没有任官。遊历河内郡北山，有隐遁之意。彭城王元勰费了很大力气召他为行台参軍。侍中李彪推薦他兼著作郎、修撰国史。转任国子博士，兼尚書儀曹郎中。历任中書侍郎、司農少卿、黄門郎、国子祭酒，转任秘書監，兼七兵尚書。后为太常卿。528年，从上党王元天穆镇压葛荣，兼御史中尉，为北道軍司。回京，任征東将軍，兼太常。
李琰之出任衛将軍、荊州刺史。兼尚書左僕射、三荊二郢大行台。加散騎常侍。530年，爾朱兆入洛陽，南陽郡太守趙脩延因为李琰之是魏孝庄帝外戚，诬告李琰之逃亡南梁，于是襲撃荊州州城擒获李琰之，掌握荊州行政权。荊州城内之人斬趙脩延，李琰之再任荊州刺史。532年，魏孝武帝即位，召還李琰之回洛陽，兼侍中、車騎大将軍、左光禄大夫、儀同三司。533年，李琰之病卒。追贈侍中、驃騎大将軍、司徒公、雍州刺史。谥号文簡。李琰之自负学问精博，文章优美。不交人事，闭门读书。数任史职，但没有什么历史作品。

## 家族

### 父亲
- 李景超，北魏员外散骑侍郎[1]

### 兄弟
- 李通逸，使持节、东南道都督、狄道县开国子[1]

### 夫人
- 河东裴氏，北魏秀才裴保欢之女，东魏使持节、散骑常侍、骠骑将军、太府卿裴良的姐妹

### 子女
- 李纲，西魏宜州刺史、仪同三司、武阳郡公
- 李惠，北周开府仪同三司、洋州刺史、昌平县公
- 李氏，嫁北周大将军、开府、玉璧总管、义门简公长孙士亮
- 李氏，嫁北魏卫军府外兵参军裴子昇

## 延伸阅读
[在维基数据编辑]
 在维基文库阅读此作者作品
 《魏書·卷82》，出自魏收《魏书》